# 奇瓦泰
奇瓦泰（義大利語：Civate），是意大利莱科省的一个市镇。总面积9.06平方公里，人口4019人，人口密度443.6人/平方公里（2009年）。国家统计（ISTAT）代码为097022。
奇瓦泰与布里安扎地区安诺内、坎佐、切萨纳布里安扎、加尔比亚泰、苏埃洛和瓦尔马德雷拉接壤。